# Кориткув-Дужи
Кориткув-Дужи (пол. Korytków Duży) — село в Польщі, у гміні Білгорай Білґорайського повіту Люблінського воєводства.
Населення — 718 осіб (2011).
У 1975-1998 роках село належало до Замойського воєводства.

## Демографія
Демографічна структура станом на 31 березня 2011 року:
|          | Загалом | Допрацездатний вік | Працездатний вік | Постпрацездатний вік |
| -------- | ------- | ------------------ | ---------------- | -------------------- |
| Чоловіки | 358     | 94                 | 235              | 29                   |
| Жінки    | 360     | 97                 | 199              | 64                   |
| Разом    | 718     | 191                | 434              | 93                   |